# Tor Cervara

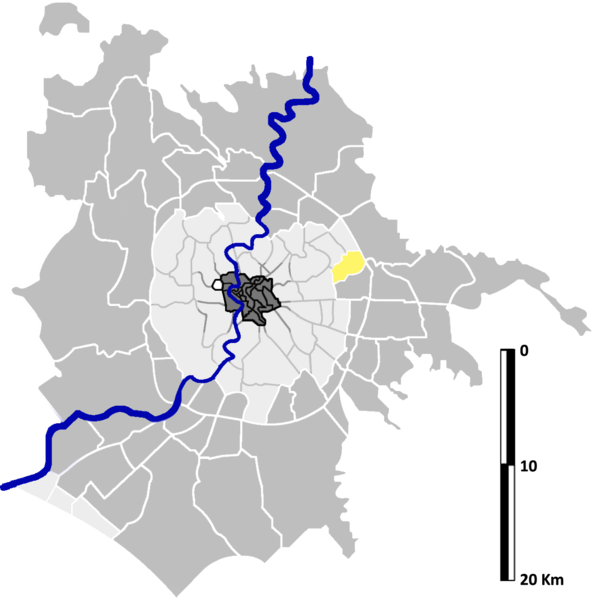
Localisation de Tor Cervara sur la carte administrative de Rome.

Tor Cervara est une zona di Roma (zone de Rome) située au nord-est de Rome dans l'Agro Romano en Italie. Elle est désignée dans la nomenclature administrative par Z.VII et fait partie du Municipio IV. Sa population est de 14 077 habitants répartis sur une superficie de 5,96 km2.
Il forme également une « zone urbanistique » désigné par le code 5.f, qui compte en 2010 : 1 758 habitants.

## Lieux particuliers
- Église Santa Maria Immacolata alla Cervelletta